# Scarabaeus
O gênero Scarabaeus consiste em várias espécies de escaravelhos do Velho Mundo, incluindo o "escaravelho sagrado", Scarabaeus sacer e típico da tribo Scarabaeini . Esses besouros se alimentam exclusivamente de esterco, o que fazem rolando um pedaço de esterco a alguma distância de onde foi depositado e enterrando-o para se alimentar no subsolo. Eles também preparam comida para suas larvas escavando uma câmara subterrânea e enchendo-a de bolas que contêm ovos. A larva em crescimento se alimenta da bola de esterco, transforma-se em pupa e, por fim, emerge como adulta .
Um "escaravelho" também é um termo agora desatualizado (OED 2) para um objeto na forma de um escaravelho na arte. O escaravelho era uma forma popular de amuleto no Egito Antigo, e na arte grega antiga gemas gravadas eram frequentemente esculpidas como escaravelhos no resto da pedra, atrás da face plana principal, que era usada para selar documentos.
Uma criatura identificada como Scarabaeus aparece em " The Gold-Bug ", de Edgar Allan Poe, e um poema intitulado "Scarabæus sisyphus" foi criado por Mathilde Blind.

## Galeria

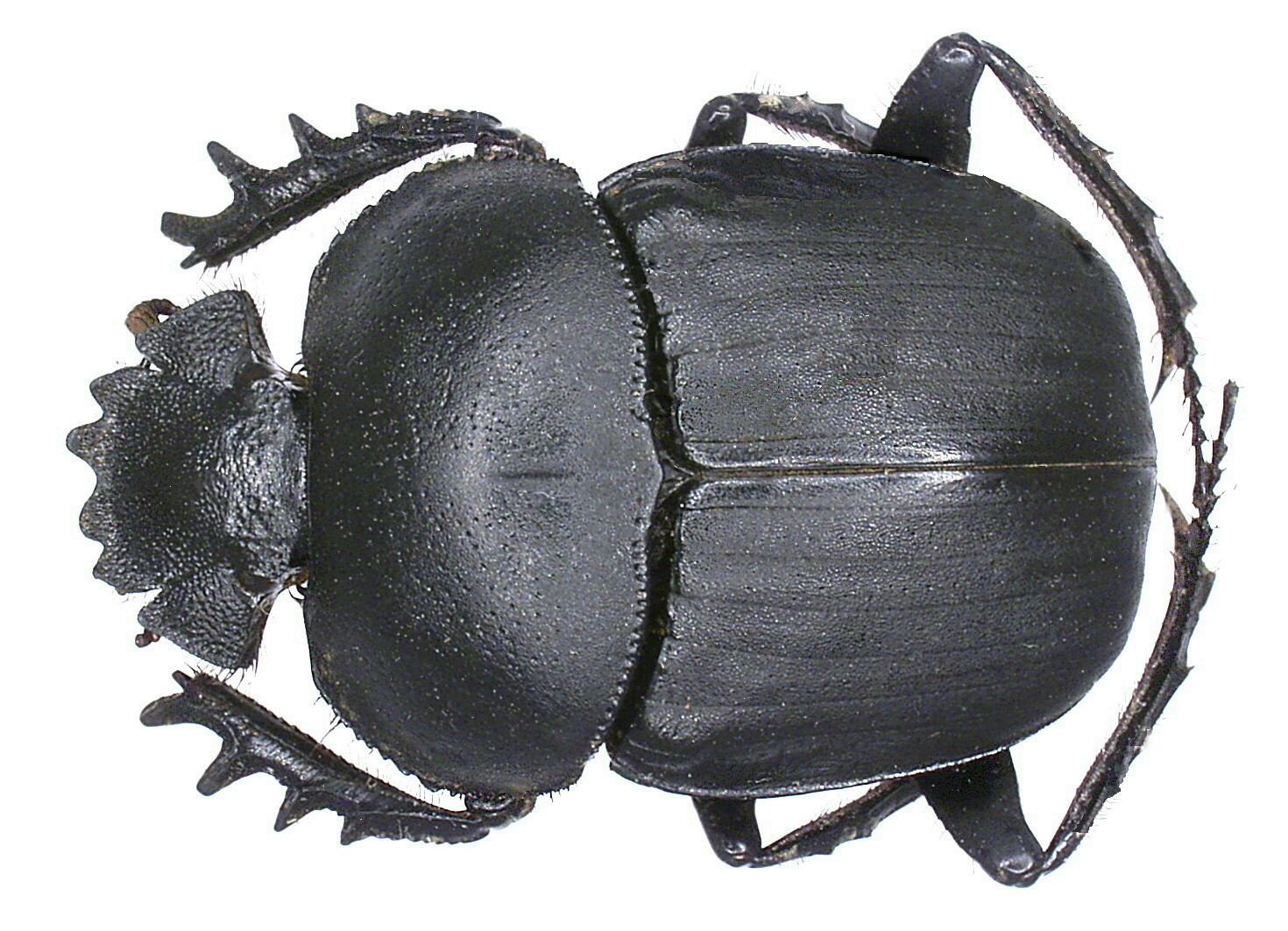
Scarabaeus ambiguus
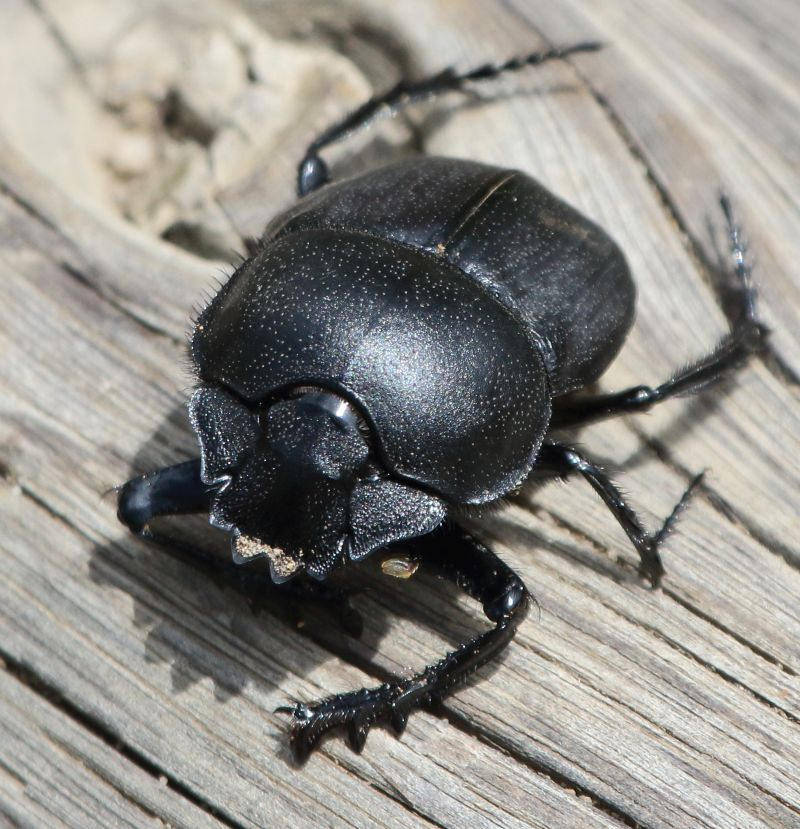
Scarabaeus Caffer
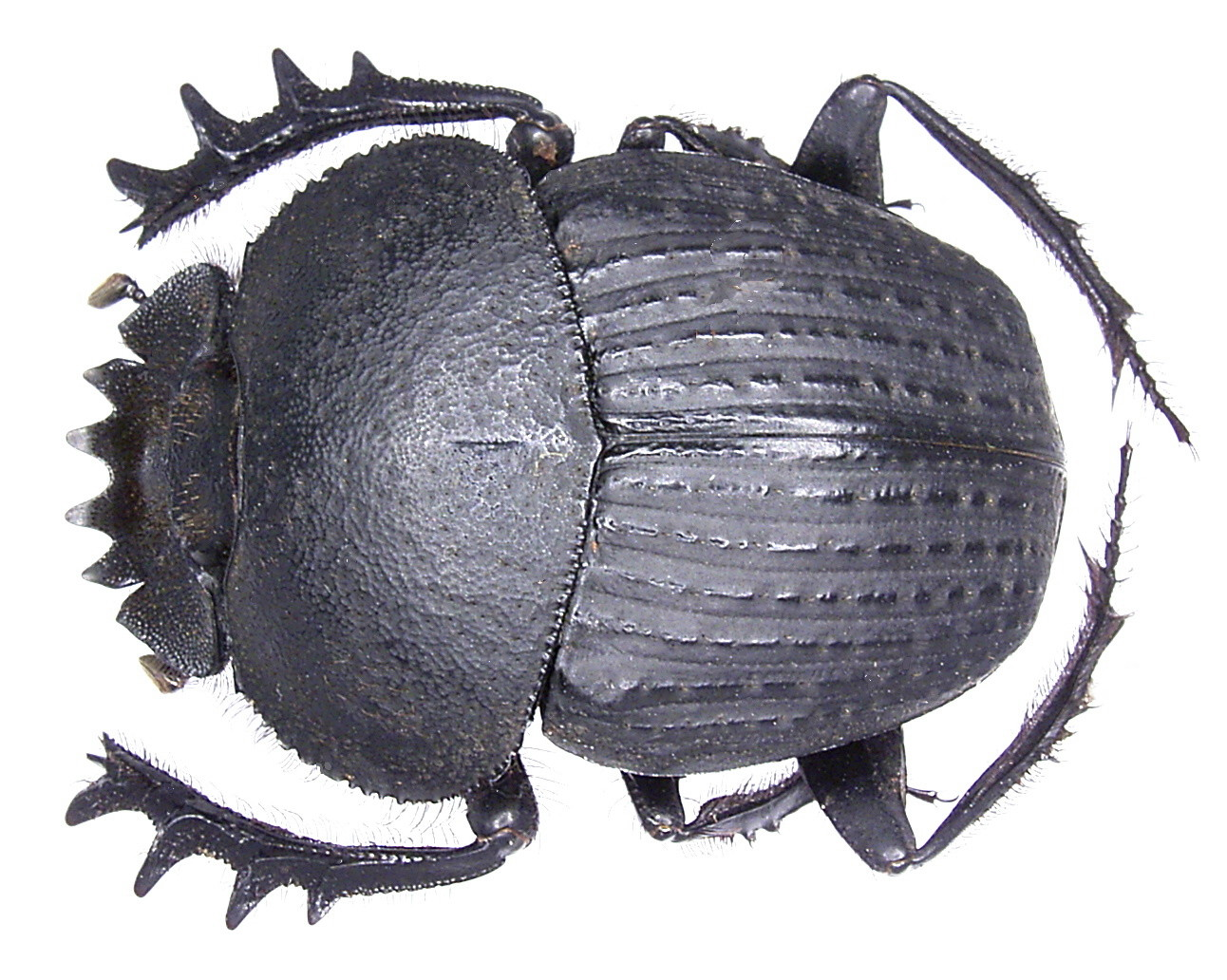
Scarabaeus catenatus
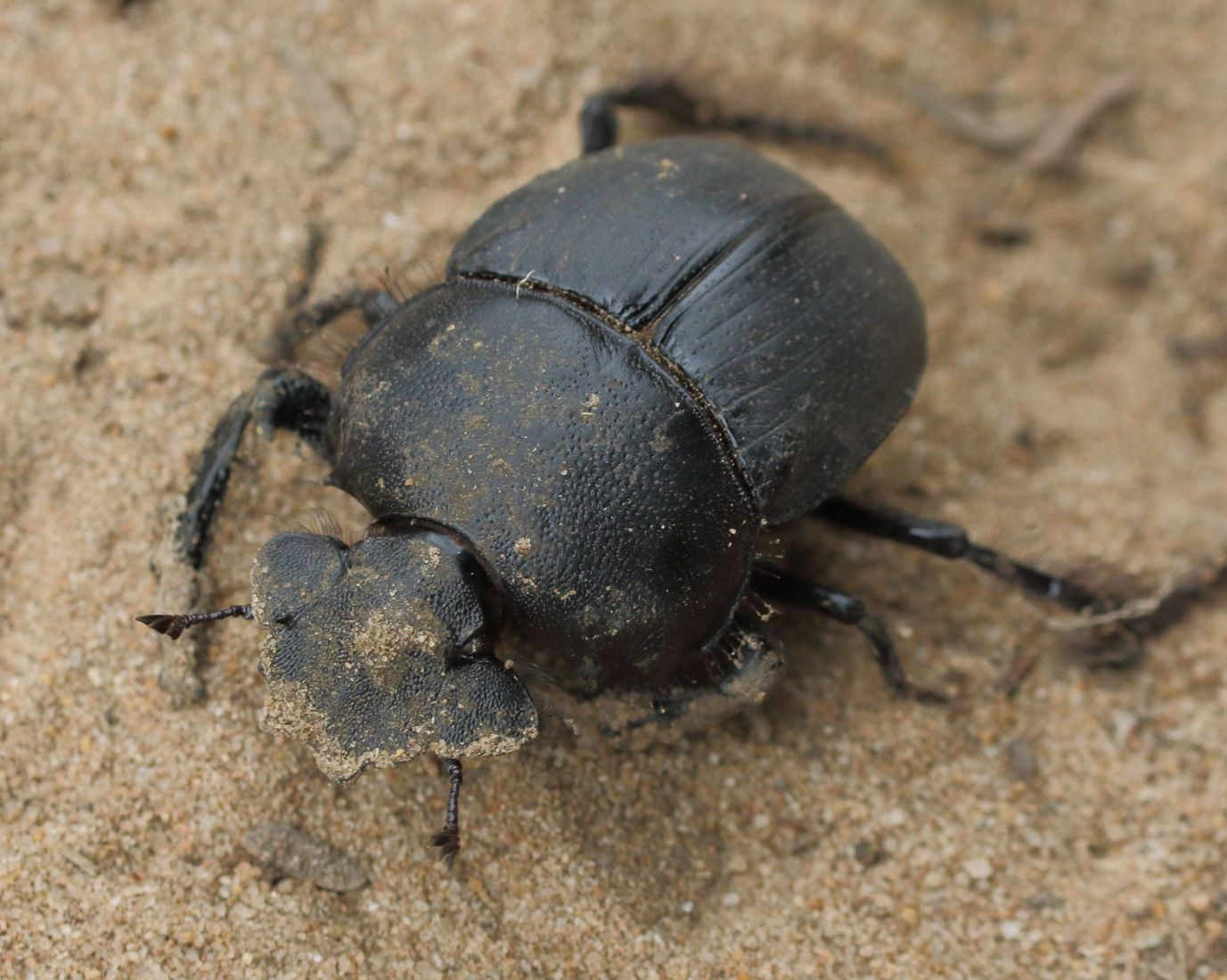
Scarabaeus geminogalenus
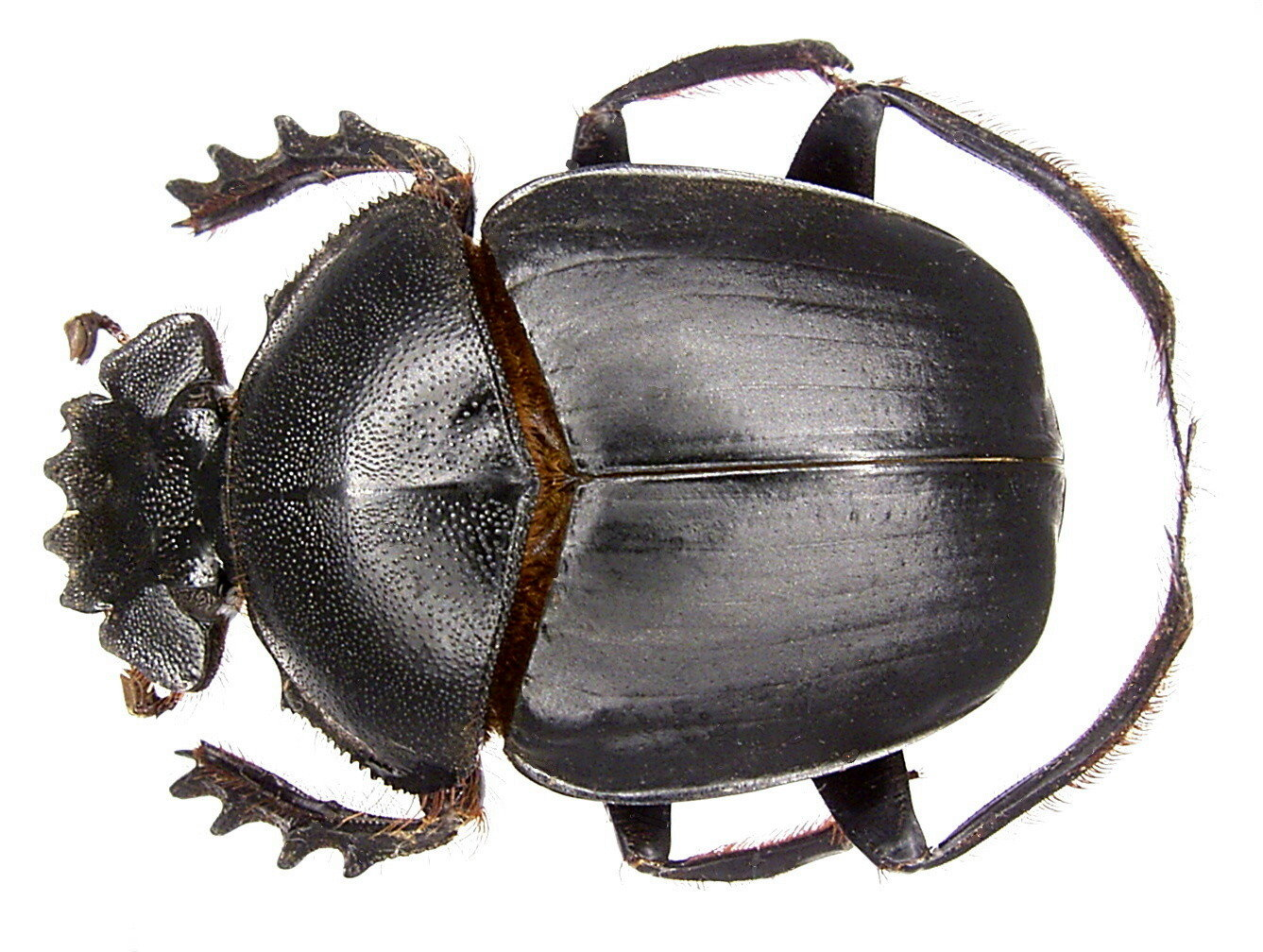
Scarabaeus jalof
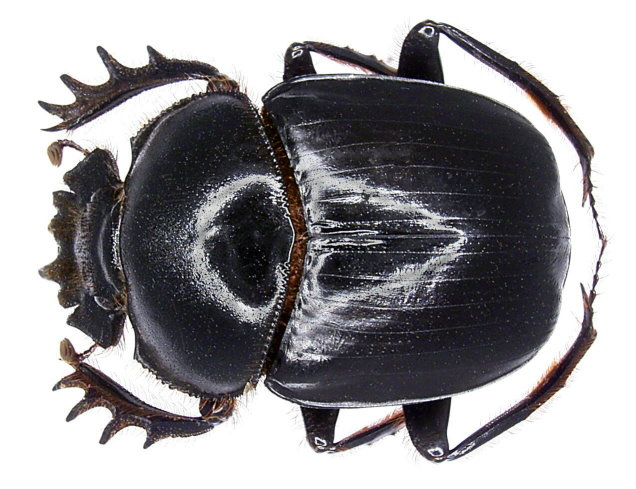
Scarabaeus nitidicollis
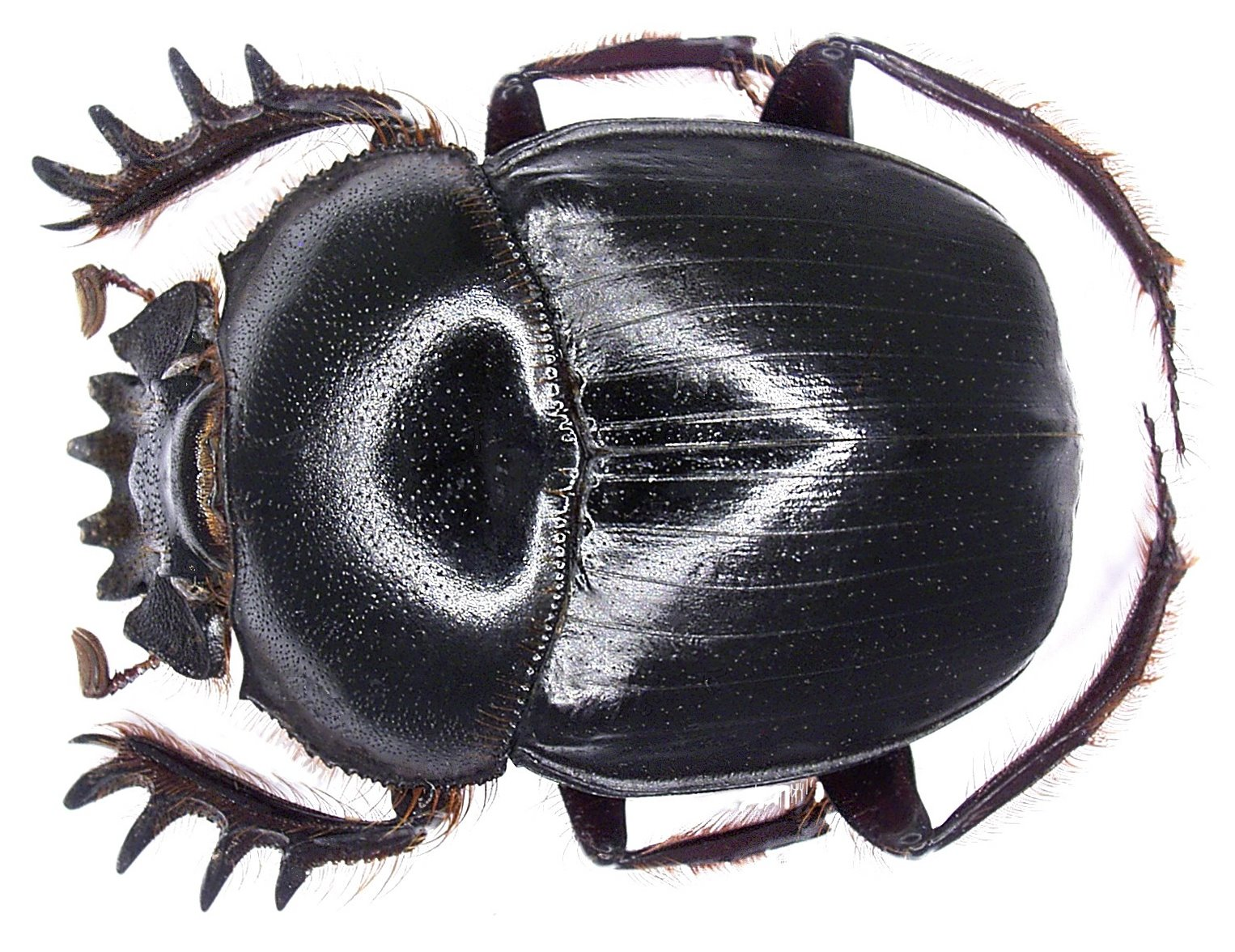
Scarabaeus satyrus
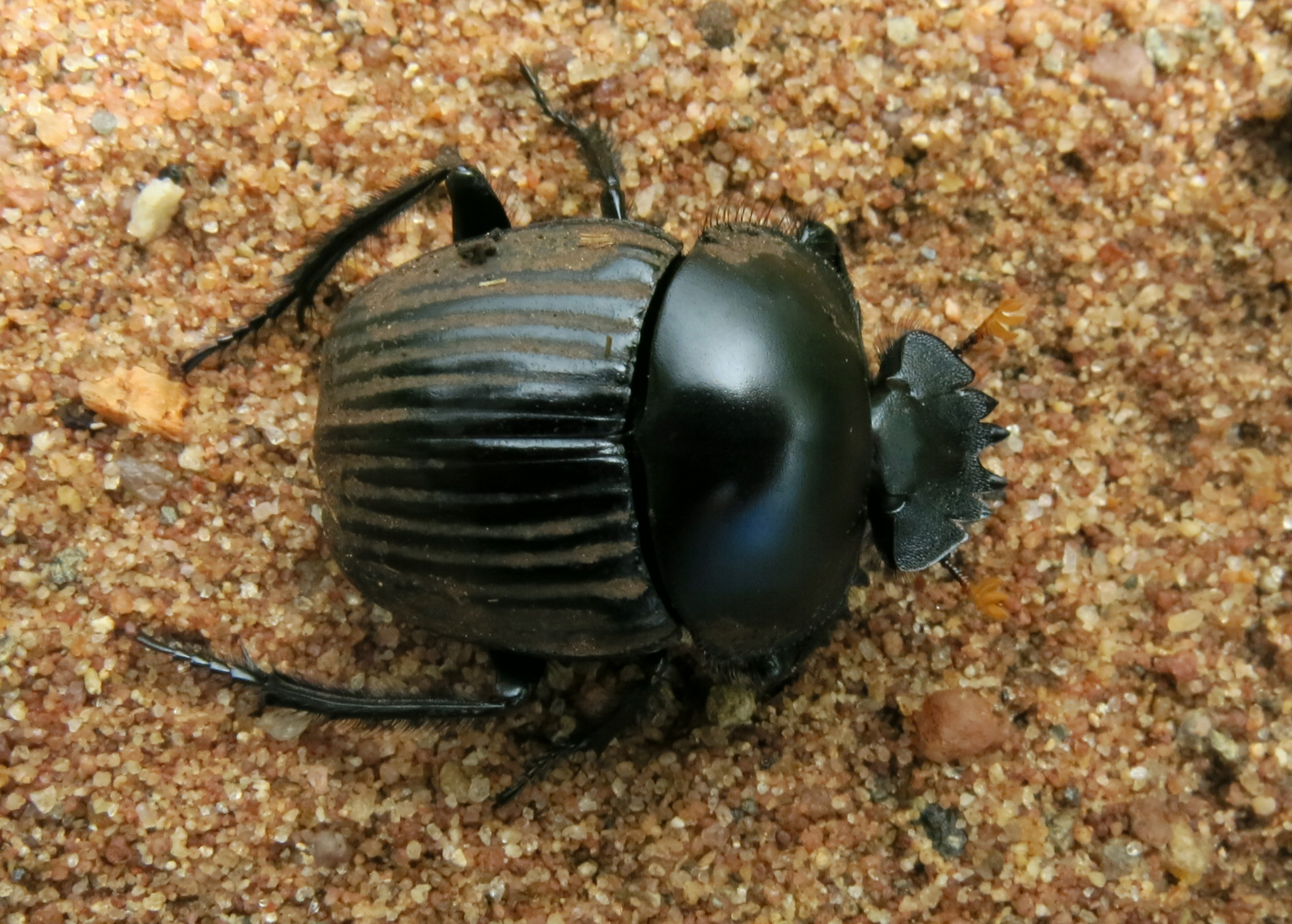
Scarabaeus schulzeae
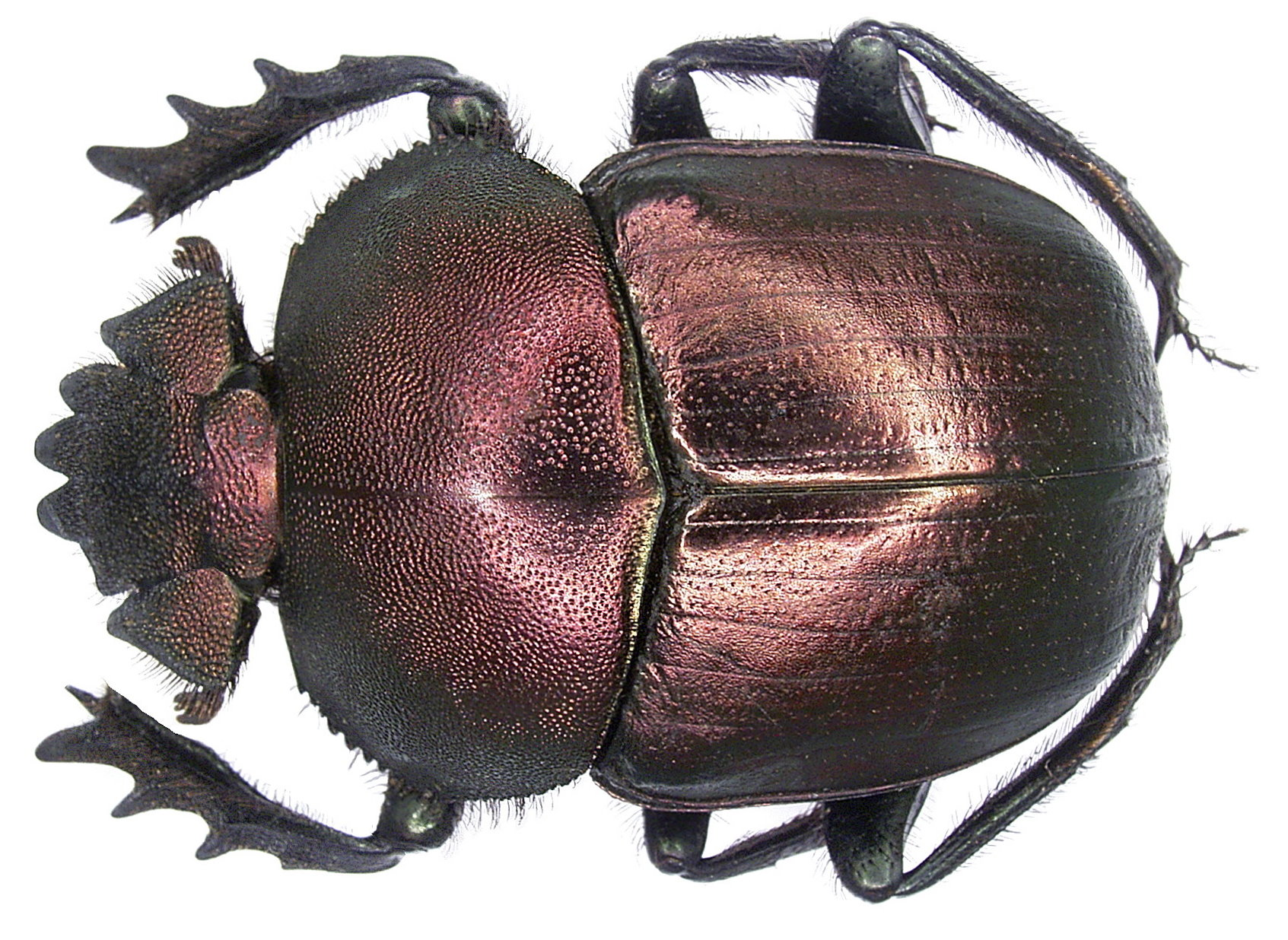
Scarabaeus (Kheper) nigroaeneus

## Subgêneros e espécies
Os seguintes subgêneros são aceitos no BioLib :
1. Ateuchetus Bedel, 1892
2. Escarabaeus Zídek & Pokorny, 2011
3. Kheper Janssens, 1940
4. Ritsema de Mnematidium, 1888
5. Pachylosoma Zídek & Pokorný, 2008
6. Pachysoma MacLeay, 1821
7. Scarabaeolus Balthasar, 1965
8. Scarabaeus Linnaeus, 1758
9. incertae sedis

Todas as espécies
- Scarabaeus acuticollis
- Scarabaeus aegyptiacus
- Scarabaeus aegyptiorum
- Scarabaeus aeratus
- Scarabaeus aesculapius
- Scarabaeus alienus
- Scarabaeus ambiguus
- Scarabaeus anderseni
- Scarabaeus andreaei
- Scarabaeus andrewesi
- Scarabaeus armeniacus
- Scarabaeus asceticus
- Scarabaeus babori
- Scarabaeus bannuensis
- Scarabaeus basuto
- Scarabaeus bennigseni
- Scarabaeus bohemani
- Scarabaeus bonellii
- Scarabaeus bornemizzai
- Scarabaeus brahminus
- Scarabaeus caffer
- Scarabaeus canaliculatus
- Scarabaeus cancer
- Scarabaeus carinatus
- Scarabaeus catenatus
- Scarabaeus cicatricosus
- Scarabaeus clanceyi
- Scarabaeus clericus
- Scarabaeus cognatus
- Scarabaeus confusus
- Scarabaeus convexus
- Scarabaeus cristatus
- Scarabaeus cupreus
- Scarabaeus cuvieri
- Scarabaeus damarensis
- Scarabaeus deludens
- Scarabaeus denticollis
- Scarabaeus devotus
- Scarabaeus dioscoridis
- Scarabaeus ebenus
- Scarabaeus endroedyi
- Scarabaeus erichsoni
- Scarabaeus festivus
- Scarabaeus fitzsimonsi
- Scarabaeus flavicornis
- Scarabaeus fraterculus
- Scarabaeus fritschi
- Scarabaeus funebris
- Scarabaeus furcatus
- Scarabaeus galenus
- Scarabaeus gangeticus
- Scarabaeus gariepinus
- Scarabaeus gilleti
- Scarabaeus glentoni
- Scarabaeus goryi
- Scarabaeus gracai
- Scarabaeus heqvisti
- Scarabaeus hippocrates
- Scarabaeus hottentorum
- Scarabaeus inoportunus
- Scarabaeus inquisitus
- Scarabaeus intermedius
- Scarabaeus interstitialis
- Scarabaeus intricatus
- Scarabaeus irakensis
- Scarabaeus isidis
- Scarabaeus jalof
- Scarabaeus janssensi
- Scarabaeus karlwerneri
- Scarabaeus karrooensis
- Scarabaeus knobeli
- Scarabaeus kochi
- Scarabaeus kwiluensis
- Scarabaeus laevifrons
- Scarabaeus laevistriatus
- Scarabaeus lamarcki
- Scarabaeus laticollis
- Scarabaeus licitus
- Scarabaeus lucidulus
- Scarabaeus multidentatus
- Scarabaeus namibicus
- Scarabaeus natalensis
- Scarabaeus nigroaeneus
- Scarabaeus nitidicollis
- Scarabaeus obsoletepunctatus
- Scarabaeus opacipennis
- Scarabaeus pabulator
- Scarabaeus paganus
- Scarabaeus palemo
- Scarabaeus parvulus
- Scarabaeus piliventris
- Scarabaeus pius
- Scarabaeus planifrons
- Scarabaeus platynotus
- Scarabaeus plausibilis
- Scarabaeus poggei
- Scarabaeus porosus
- Scarabaeus proboscideus
- Scarabaeus prodigiosus
- Scarabaeus puncticollis
- Scarabaeus pustulosus
- Scarabaeus radama
- Scarabaeus ritchiei
- Scarabaeus rixosus
- Scarabaeus rodriguesi
- Scarabaeus rotundigenus
- Scarabaeus rubripennis
- Scarabaeus rugosus
- Scarabaeus rusticus
- Scarabaeus sacer
- Scarabaeus sanctus
- Scarabaeus satyrus
- Scarabaeus savignyi
- Scarabaeus schinzi
- Scarabaeus scholtzi
- Scarabaeus schulzeae
- Scarabaeus semipunctatus
- Scarabaeus sennaariensis
- Scarabaeus sevoistra
- Scarabaeus silenus
- Scarabaeus spretus
- Scarabaeus striatus
- Scarabaeus subaeneus
- Scarabaeus sulcipennis
- Scarabaeus suri
- Scarabaeus tonckeri
- Scarabaeus transcaspicus
- Scarabaeus typhon
- Scarabaeus valeflorae
- Scarabaeus vanderkelleni
- Scarabaeus vansoni
- Scarabaeus variolosus
- Scarabaeus venerabilis
- Scarabaeus westwoodi
- Scarabaeus vethi
- Scarabaeus viator
- Scarabaeus vicinus
- Scarabaeus viettei
- Scarabaeus wilsoni
- Scarabaeus winkleri
- Scarabaeus xavieri
- Scarabaeus zagrosensis
- Scarabaeus zambezianus
- Scarabaeus zurstrasseni